# Bee Gees
Bee Gees fue un grupo musical británico-australiano formado por los hermanos Barry, Robin y Maurice Gibb en Redcliffe, Queensland, Australia. El trío fue popular a finales de la década de 1960 y principios de la de 1970, con varios temas donde destaca el característico falsete del grupo.
En el álbum doble Saturday Night Fever, banda sonora de la película homónima, los Bee Gees aportaron las seis canciones principales. Al vender más de 22 millones de copias, se convirtieron en uno de los grupos más exitosos de toda la historia de la música.
Algunas de sus canciones más populares son: «How deep is your love», «How Can You Mend a Broken Heart», «To Love Somebody», «I Started a Joke», «Spicks and Specks», «Massachusetts», «Nights on Broadway», «Jive Talkin'», «Wind of change», «More than a woman»,  «Night Fever», «Run to Me», «Stayin' Alive», «Tragedy», «Too Much Heaven», «He's a Liar», «You Win Again», «You Should Be Dancing», «Alone», «Still Waters», «I surrender», entre otras.
Billboard situó tres de sus sencillos entre los mejores de todos los tiempos en el listado Hot 100 y ubicó a How deep is your love, Night Fever y Stayin Alive en las posiciones #25, #42 y #59.
Los Bee Gees abarcaron gran parte de la escena musical, en especial con la fiebre disco durante la segunda mitad de los 1970, de la mano del productor Robert Stigwood. Se ubican entre los más importantes artistas del género musical. Su gran influencia en la industria musical fue reconocida en 2003, al convertirse en la primera y hasta hoy única banda en poseer un premio Grammy Legend.
La banda cesó su actividad en 2003 tras la muerte de uno de los mellizos, Maurice. Como supervivientes, Barry y Robin anunciaron que el nombre Bee Gees ya no se usaría en presentaciones tras la pérdida de un integrante; sin embargo, el 7 de septiembre de 2009, Robin le reveló a Jonathan Agnew que estuvo hablando con Barry y decidieron volver a los escenarios. Tres años más tarde, en 2012 falleció Robin tras una lucha con el cáncer y, con Barry solo, la etapa de los Bee Gees se cerró definitivamente.
Bee Gees fue uno de los grupos más exitosos en la historia de la música, con más de 40 años de actividad ininterrumpida. Han vendido más de 220 millones de copias a nivel mundial, entre álbumes y sencillos.

## Historia

### Los inicios
Barry nació el 1 de septiembre de 1946 en Douglas, Isla de Man, el segundo hijo del matrimonio compuesto por Bárbara y Hugh Gibb, un prominente baterista de su época. El 22 de diciembre de 1949 nacieron los mellizos Robin Gibb y Maurice Gibb con 38 minutos de diferencia, lo que hizo de Maurice el menor de los tres hermanos Gibb de esta agrupación, ya que tuvieron un hermano menor, Andy, y una hermana mayor llamada Lesley.

### Los años 50
Los hermanos Gibb comenzaron a actuar en el teatro local de Mánchester (Inglaterra), como parte de los intermezzos. A fines de esta década, concretamente el 5 de marzo de 1958, nació el hermano menor de los Gibb, Andy.
La familia Gibb emigró a Australia en 1958 y se estableció en Redcliffe, al noreste de Brisbane, en Queensland, en donde también realizaron presentaciones en teatros y otros escenarios. En un principio se llamaron «The Rattlesnakes» y luego «Wee Johnny Hayes & the Bluecats».  se presentaron al Disc Jockey de una emisora de radio —llamado Bill Gates— por el promotor de carreras de automóviles Bill Goode, quien los vio actuar en el circuito de carreras de Brisbane. Gates los renombró como «Bee Gees» gracias a una coincidencia que ocurrió tras la carrera de Brisbane. Bill Gates se juntó con Goode en la casa de los Gibb, donde se encontraban la señora Bárbara Gibb y los hermanos Gibb (the Brothers Gibb) junto con Barry. Gates frente a esta situación dijo que había tantos «BG» en la habitación que deberían llamarse así.

### Los años 1960 y la fama internacional
Hacia 1960, los Bee Gees estaban actuando en espectáculos televisivos y, en los siguientes años, empezaron a trabajar regularmente en centros turísticos en la costa de Queensland. Barry llamó la atención de la estrella australiana Col Joye gracias a su capacidad de escribir canciones, de modo que Joye ayudó a los jóvenes Bee Gees a establecer un acuerdo de grabación con Festival Records en 1963 bajo el nombre Bee Gees. Los tres hermanos lanzaron dos o tres sencillos en un año, mientras Barry ayudaba con canciones a otros artistas australianos.
Un éxito menor de 1965, «Wine and Women», impulsó a los hermanos para hacer en ese mismo año su primer álbum como banda: The Bee Gees Sing and Play 14 Barry Gibb Songs. A finales de 1966, la familia Gibb decide volver a Inglaterra y buscar fortuna con la música allí. Durante el viaje, los hermanos escucharon que «Spicks and Specks», la canción que habían grabado en 1966, había llegado al número 1 en Australia.

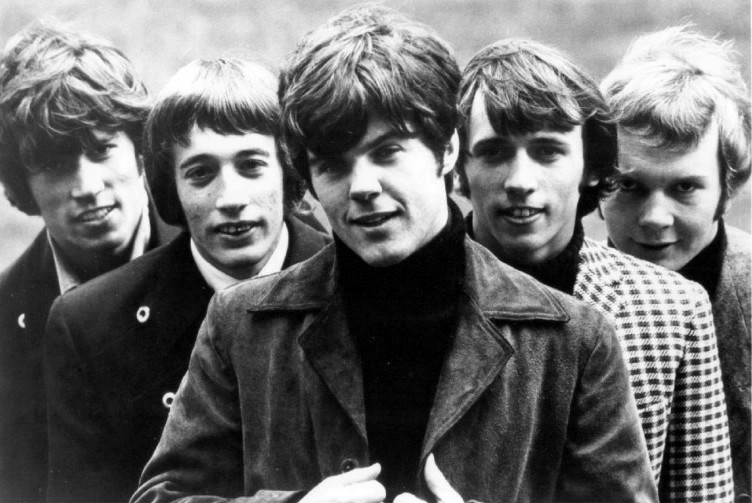
La banda Bee Gees en 1967.

Antes del traslado desde Australia hasta la nativa Inglaterra, Hugh Gibb envió unas demos a Brian Epstein, quien era representante de The Beatles y director de NEMS, una tienda británica de música. Epstein le había dado las demos a Robert Stigwood, quien recientemente se había unido a NEMS. Después de una audición con Stigwood en febrero de 1967, los Bee Gees firmaron un contrato de cinco años donde Polydor Records sería la discográfica del grupo en el Reino Unido y Atco Records lo sería en los Estados Unidos. Rápidamente comenzaron a trabajar en el primer álbum internacional y Robert Stigwood lanzó una gran promoción que fuera coincidente con el lanzamiento.
Stigwood proclamó que los Bee Gees eran «el talento más significativo de 1967» e inmediatamente comenzaron las comparaciones con The Beatles. Su primer sencillo británico, New York Mining Disaster 1941, se ponía en las emisoras de radio con una etiqueta blanca que simplemente indicaba el título de la canción. Muchos pinchadiscos asumieron inmediatamente que este era un nuevo sencillo de The Beatles y lo emitieron. Esto ayudó a que la canción llegara al Top 20 tanto en el Reino Unido como en Estados Unidos. Solo después estos se dieron cuenta de que no eran los Beatles, sino los Bee Gees, cuando lanzaron su segundo sencillo «To Love Somebody» que también llegó al Top 20 en Estados Unidos Originalmente escrita para Otis Redding, «To Love Somebody» es una balada llena de soul cantada por Barry que se ha convertido en un estándar del pop interpretada por cientos de artistas como Rod Stewart, Janis Joplin, The Animals, Nina Simone, y Michael Bolton solo por nombrar algunos. Otro sencillo, «Holiday», se lanzó en Estados Unidos y llegó al puesto 16. El álbum del sencillo —el erróneamente llamado «Bee Gees' 1st»— fue 7.º en EE. UU. y 8.º en el Reino Unido.
Seguido del éxito de «Bee Gees' 1st», la banda —que en ese momento estaba compuesta por Barry en la guitarra rítmica, Maurice en el bajo, Vince Melouney en la guitarra principal y Colin Petersen en la batería— empezó el trabajo en su segundo álbum, lanzado a fines de 1967. «Horizontal» repitió el éxito del álbum anterior y llegó al número 1 en el Reino Unido (número 11 Estados Unidos) el sencillo]] «Massachusetts» y #7 también en Reino Unido el sencillo «World». El sonido de «Horizontal» estaba más influenciado del rock que su álbum antecesor, aunque son sobresalientes baladas como «And The Sun Will Shine» y «Really And Sincerely». «Horizontal» llegó al Top 20 en ambos lados del Océano Atlántico —puesto #12 en Estados Unidos y #16 en Reino Unido—. Para promocionar el álbum, los Bee Gees hicieron sus primeras apariciones en EE. UU. tocando en conciertos en vivo y en programas de televisión como «The Ed Sullivan Show» y «Laugh In».
Dos sencillos siguieron a principios de 1968, la balada «Words» (#15 Estados Unidos, #8 en el Reino Unido) y el sencillo de doble cara A «Jumbo/The Singer Sang His Song». «Jumbo» fue el sencillo menos exitoso; llegó solo al puesto #57 en EE. UU., pero alcanzó el puesto #25 en Reino Unido. Los Bee Gees sintieron que «The Singer Sang His Song» era el tema más fuerte de los dos y de hecho alcanzaron con este el #3 en los Países Bajos. El año 1968 vio a los Bee Gees alcanzar la lista de los diez primeros estadounidense con los sencillos «I've Gotta Get a Message to You» (#8 Estados Unidos, #1 Reino Unido) y «I Started A Joke» (#6 Estados Unidos) que fueron incluidos en el tercer álbum de la banda, «Idea». Este fue otro álbum Top 20 en EE. UU. (#17) y en Reino Unido (#4). Seguido del especial de televisión y la gira musical para promocionar «Idea», Vince Melouney dejó el grupo sintiendo que él quería tocar más temas blues que los que los Gibb escribían. Melouney sí contribuyó a la banda con la canción «Such A Shame» (de «Idea»), la única canción de todos los discos de Bee Gees que no está escrita por un hermano Gibb.

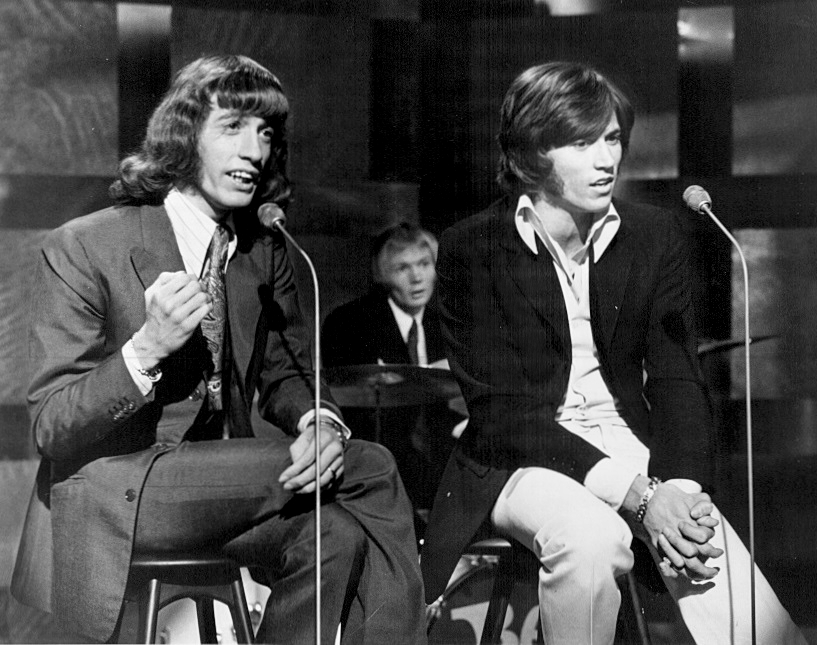
Bee Gees actuando en The Tom Jones Show a principios de 1969, una de las últimas actuaciones con Robin antes de que deje el grupo a finales de marzo.

En 1969 las fisuras empiezan a aparecer dentro del grupo, así como Robin empieza a sentir que Stigwood había estado posicionando a Barry como el líder. Empezaron a grabar el nuevo álbum —que iba a ser conceptual— llamado «Masterpeace», que evolucionó en el álbum doble «Odessa». Los críticos de rock opinan que este es el mejor álbum de los '60s,[cita requerida] con influencia del rock progresivo en la pista que lleva el nombre del álbum y a lo largo del mismo, este álbum es uno de los primeros ejemplares de ópera rock y rock sinfónico, de igual forma donde aparecen otros géneros musicales como en las canciones «Marley Purt Drive» y «Give Your Best» —dos temas con sabor nacionalista— y baladas reconocidas como «Melody Fair» y «First Of May», que fue el único sencillo del álbum. Robin, pensando que el tema «Lamplight» debería haber sido la cara A del sencillo, se separó del grupo a mediados de 1969 y lanzó su carrera como solista, la cual tuvo un breve éxito en Europa con el éxito #2 «Saved By The Bell» y el álbum «Robin's Reign». Barry y [Maurice continuaron bajo el nombre de The Bee Gees, incluso recurriendo a su hermana Leslie para que apareciera con ellos en el escenario.
La primera de muchas recopilaciones de Bee Gees, Best of Bee Gees incluyó los sencillos «Words» y el nuevo «Tomorrow, Tomorrow», que fue un relativo éxito y llegó al puesto #23 en el Reino Unido y a un pobre #54 en Estados Unidos. El álbum en sí tuvo una buena acogida y llegó a la lista de los diez primeros en ambos países.
Mientras Robin continuaba su carrera de solista; Barry, Maurice y Colin siguieron adelante como The Bee Gees. Grabaron el siguiente álbum Cucumber Castle. Hubo también un especial de televisión, filmado para acompañar al álbum, emitido por la BBC en 1971. Colin Petersen tocó la batería en las grabaciones de las canciones para el álbum, pero fue despedido del grupo después de que comenzaron las filmaciones —las partes donde él aparecía fueron editadas y sacadas de la película final—. El sencillo principal, «Don't Forget to Remember» fue un gran éxito en el Reino Unido alcanzando la posición #2, pero fue una decepción en Estados Unidos, alcanzando solamente el lugar #73.
Los dos sencillos siguientes — «I.O.I.O.» y «If I Only Had My Mind On Something Else» — apenas rozaron las listas y seguido al lanzamiento del álbum, Barry y Maurice separaron caminos y se creía que los Bee Gees como grupo habían terminado. Barry grabó un álbum como solista que nunca se lanzó oficialmente, aunque el sencillo «I'll Kiss Your Memory» se lanzó sin obtener mucho interés. Maurice también grabó durante este tiempo y lanzó el sencillo «Railroad». Además participó en la comedia musical Sing a Rude Song.

### Década de 1970: Nuevos aires

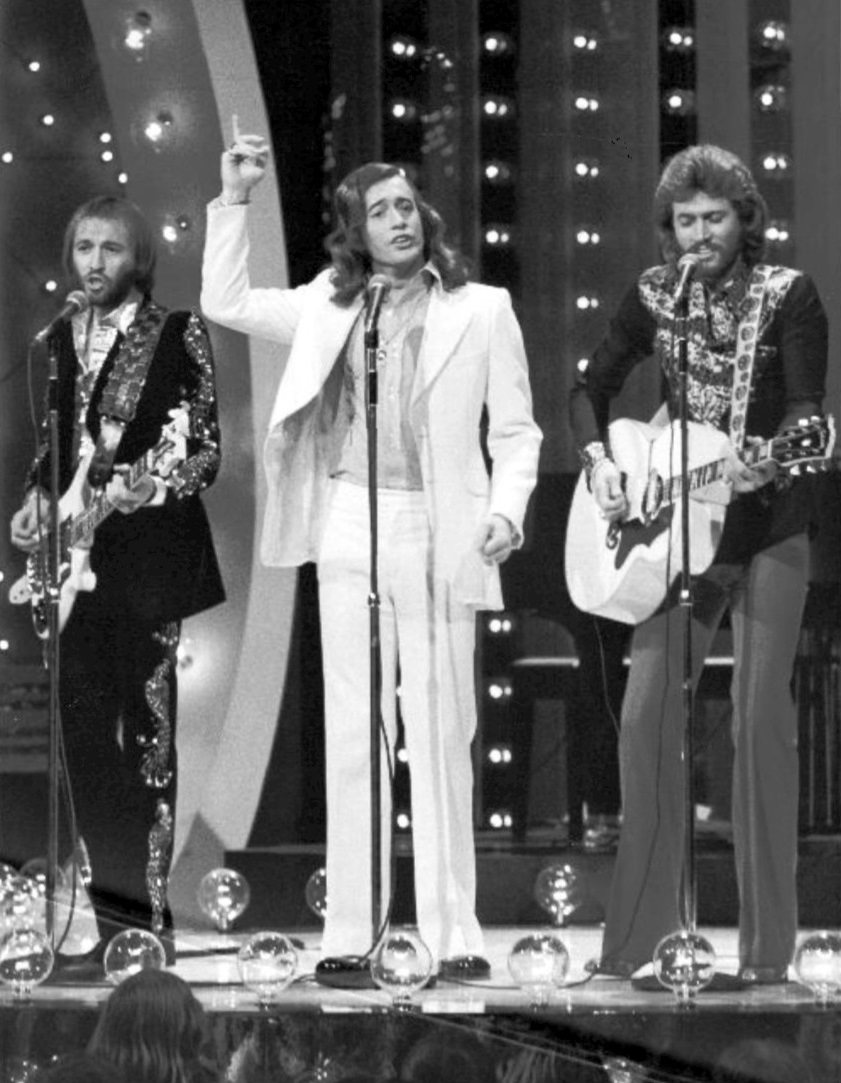
Bee Gees en Midnight Special (1973)

Los hermanos se reunieron a mediados de 1970 y escribieron canciones acerca de sufrimientos y soledad. Aunque habían perdido la atracción de las listas británicas, los Bee Gees llegaron al puesto #3 con el tema "Lonely Days" (del LP que los vio reunirse 2 Years On) y tuvieron su primero número 1 con "How Can You Mend a Broken Heart?" (de álbum Trafalgar). El talento del trío se incluyó en la banda sonora del filme de 1971 Melody (película de 1971) producido por Alan Parker donde grabaron varias canciones para la película. En 1972, llegaron al lugar #16 con "Run to Me" del LP To Whom It May Concern; este sencillo marcó la vuelta de los Bee Gees a la lista de los diez primeros británico por primera vez en tres años.
Por 1973 los Bee Gees se hallaban en una rutina. El álbum Life in a Tin Can y su sencillo principal, "Saw a New Morning" se vendieron de una pobre forma y llegaron al puesto #94. Este fue seguido de un álbum que no se lanzó (conocido como A Kick in the Head Is Worth Eight in the Pants). Un segundo álbum compilatorio, Best of Bee Gees, Volume 2, se lanzó en 1973, aunque no repitió el éxito del Volumen 1.
Con el aviso de Ahmet Ertegün de su nuevo sello discográfico estadounidense Atlantic Records, Stigwood ordenó al grupo que grabara como el afamado productor musical y de soul Arif Mardin. El LP resultante, Mr. Natural, incluyó algunas baladas y un presagio de la dirección hacia el R&B que la banda tomó por el resto de la carrera. Pero cuando el álbum no convenció a la audiencia, Mardin los animó para que trabajaran con el estilo musical del soul.
Los hermanos intentaron montar un estudio en vivo que pudiera replicar el sonido del estudio. El guitarrista principal Alan Kendall había llegado al grupo en 1971, pero no tenía muchas tareas desde Mr. Natural. Para ese álbum, agregaron al baterista Dennis Bryon y posteriormente al teclista ex-Strawbs Blue Weaver, completando así la "Banda de los Bee Gees" de la década de los 70. Maurice, que había actuado previamente con el piano, la guitarra, el órgano, el mellotron y el bajo, así como una "exótica" mandolina y el moog (Sintetizador), redujo su tarea en el escenario al bajo.
Gracias a la sugerencia de Eric Clapton, los hermanos se trasladaron a Miami, Florida, para grabar a principios de 1975. Después de comenzar con baladas, habían finalmente atendido la opinión de Mardin y Stigwood y empezaron a desarrollar un estilo disco más rítmico en canciones como "Jive Talkin'" y "Nights on Broadway". Este último muestra los primeros intentos de Barry Gibb por cantar en falsetto, en las voces de fondo y casi al final del tema. A la banda le gustó el nuevo sonido resultante y esta vez al público le gustó, mandando así el LP Main Course, que se volvió el primer álbum de R&B por parte de ellos en las listas. El falsete de Barry se volvió un elemento básico de las siguientes grabaciones. Mardin ya no podía trabajar con el grupo después, pero los Bee Gees llamaron a Albhy Galuten y Karl Richardson quien había trabajado con Mardin durante las sesiones de Main Course. este equipo de producción llevaría a los Bee Gees por el resto de los años 70.
El siguiente álbum, Children of the World, estuvo empapado en el recién hallado falsetto de Barry y el sintetizador de Blue Weaver con aires disco. Liderado por el sencillo "You Should Be Dancing", empujó a los Bee Gees a un nivel de estrellato que ellos no habían tenido anteriormente en EUA, aunque su nuevo sonido R&B/Disco no era tan popular con algunos duros fanes de los años 1960. La banda de los Bee Gees estaba ahora más cerca de un acto de rock, con guitarra rítmica y batería verdadera detrás del falsete.

### Fines de los años 1970: La cima de la carrera
Seguido del exitoso álbum en vivo, Here at Last... Bee Gees... Live, los Bee Gees coincidieron con la película "Saturday Night Fever", en la cual las letras de su nuevo álbum cuyo nombre era "Night Fever" fueron coincidencia, perfectas para la película ya que ellos aseguran que escribían su nuevo disco sin saber de la existencia del nuevo filme Fiebre de sábado noche. Sería este el punto decisivo de su carrera. El impacto cultural de la película y de la banda sonora fue tremendo, no solo en EE. UU., sino también en el resto del mundo, convirtiendo a la escena disco como la dominante de la época.
Tres sencillos de Bee Gees ("How Deep Is Your Love", "Stayin' Alive", y "Night Fever") alcanzaron el #1 en Estados Unidos y en la mayoría de los países alrededor del mundo, lanzando el período más popular de la era disco. Además escribieron "If I Can't Have You" que se volvió un hit #1 interpretado por Yvonne Elliman, mientras que la propia versión de Bee Gees fue el Lado B de Stayin' Alive. Tanta fue la popularidad de Saturday Night Fever que dos versiones diferentes del tema "More Than a Woman" fueron puestas al aire, una por los Bee Gees, que fue relegada a ser un tema de álbum, y otra por Tavares, la cual fue el hit de la película. El sonido de los hermanos Gibb era inevitable. Durante un período de ocho meses, desde el comienzo de la temporada navideña de 1977, los hermanos escribieron seis canciones que se mantuvieron en el puesto #1 en los Estados Unidos por 25 de 32 semanas consecutivas: tres canciones bajo el nombre de la banda, dos del hermano de los Gibb, Andy Gibb, y el sencillo de Yvonne Elliman.
Impulsada por el éxito de la película, el álbum rompió récords múltiples volviéndose el álbum más vendido en la historia hasta ese momento. SNF ha vendido más de 40 millones de copias alrededor del mundo, haciéndolo una de las bandas sonoras más vendidas de todos los tiempos.
Durante esta era, Barry y Robin escribieron "Emotion" para Samantha Sang, quien la llevó a la lista de los diez primeros hit (los Bee Gees cantaron las voces de apoyo). Un año después, Barry escribió la canción del título de la película Grease, basada en el musical de Broadway del mismo nombre. Esta versión la cantó Frankie Valli, llegando al número #1. De una vez, cinco canciones escritas por los hermanos Gibb estaban en la lista de los diez primeros de los EE. UU. al mismo tiempo. Fue la primera vez que esta situación de dominio en las listas se repetía desde 1964, cuando los Beatles lideraron con 5 sencillos en el top 5 estadounidense.
En 1978, Barry Gibb se volvió en el único compositor de letras en tener cuatro números uno consecutivos en Estados Unidos, quebrando el récord de John Lennon y Paul McCartney impuesto en 1964. Estas canciones fueron "Stayin' Alive", "Love Is Thicker Than Water", "Night Fever", e "If I Can't Have You".
En 1976, los Bee Gees grabaron tres covers de los Beatles —"Golden Slumbers/Carry That Weight", "She Came in Through the Bathroom Window" y "Sun King"— para el documental histórico All This and World War II. Los tres Bee Gees también coestelarizaron este trabajo con Peter Frampton en la película Sgt. Pepper's Lonely Hearts Club Band (1978). El filme había sido fuertemente promocionado previo al lanzamiento, y fue esperado como un éxito para disfrutar de un gran éxito comercial. Finalmente la desilusión provocada por el filme provocaron duras palabras de los críticos, y la indiferencia del público.
Durante este tiempo, el hermano más joven de los Bee Gees, Andy, siguió a sus hermanos mayores en la carrera musical, disfrutando de un considerable éxito. Producido por Barry, los tres primeros sencillos de Andy Gibb llegaron al número 1 de las listas de Estados Unidos.
Lo que vino después de Saturday Night Fever por parte de los Bee Gees fue el álbum Spirits Having Flown. Produjo tres sencillos más en el #1: "Too Much Heaven", "Tragedy", and "Love You Inside Out". Esto les dio a los Gibb seis sencillos en el #1 en Norteamérica dentro de un año y medio (una marca sobrepasada solo por Whitney Houston). "Too Much Heaven" terminó como la contribución musical de los Bee Gees al Music for UNICEF Concert en la Asamblea General de las Naciones Unidas en enero de 1979, una función benéfica por parte de los Bee Gees, Robert Stigwood, y David Frost para la UNICEF que fue transmitido mundialmente. Los hermanos donaron las ganancias de la canción a la caridad.
Los Bee Gees incluso tuvieron un hit country en 1979 con "Rest Your Love On Me", el lado contrario del sencillo "Too Much Heaven", escrito por Barry llegó al Top 40 en las listas de música country. En 1981, Conway Twitty llevó "Rest Your Love On Me" al tope de dicha lista musical.
El infrenable éxito de los Bee Gees tuvo su auge y caída con la burbuja de la música disco. A fines de 1979, la música disco fue decayendo en popularidad, y la reacción violenta contra el disco puso a la carrera estadounidense de los Bee Gees en picada. Las estaciones de radio de todo Estados Unidos empezaron a promocionar el "Bee Gee Free Weekends" (Fines de semanas libres de Bee Gees). Con su increíble despegue de 1975 a 1979, los Bee Gees solo lograron un Top Ten más en Estados Unidos, y nada más hasta 1989. La popularidad internacional de la banda tuvo un pequeño daño.

### Las décadas de 1980 y 1990
En 1981, los Bee Gees lanzan el álbum Living Eyes, pero como el odio contra la música disco seguía latente, el álbum falló en llegar a los EE. UU. solo al Top 40.
En 1983 la banda tuvo un éxito mayor que el fracaso de "Living Eyes" con la banda sonora de Staying Alive, la secuela de Saturday Night Fever. La banda sonora fue platino en EE. UU., incluyendo a la canción top 30 "Woman In You".
Robin y Barry Gibb lanzaron varios álbumes como solistas en los años 1980 pero solo con un esporádico y moderado éxito. De todas formas los hermanos continuaron con éxitos pero detrás de los escenarios, produciendo y escribiendo para artistas como Barbra Streisand, Dionne Warwick, Diana Ross y Kenny Rogers, incluyendo el hit de ventas multimillonarias en Estados Unidos y el #1 en las listas, con Dolly Parton y el propio Kenny Rogers: "Islands in the Stream".
Los Bee Gees lanzaron el álbum E.S.P. en 1987, que vendió por sobre las 3 millones de copias. El sencillo "You Win Again" llegó al número #1 en numerosos países, incluyendo Reino Unido pero fue una desilusión en los Estados Unidos, llegando solo a un #75.
En 1983, el compositor de la banda Chicago, Ronald Selle, demandó a los Bee Gees. Ronald reclamaba que los hermanos Gibb habían robado material musical de una de sus canciones hits "Let It End", y la usaron en "How Deep Is Your Love". Al principio los Bee Gees perdieron el caso; un jurado dijo que el factor clave en la decisión del jurado fue la falla de los Gibb para presentar testimonio de expertos que refutaran el testimonio contrario, que sí contaba con un testimonio evaluado por expertos que decía que era "imposible" que las dos canciones hubieran sido escritas independientemente. De todas formas el veredicto fue revocado unos meses después.
El 10 de marzo de 1988, el hermano más joven de los Gibb, Andy, muere a la edad de 30 años como resultado de una miocarditis, una inflamación al músculo cardíaco debido a una reciente infección viral. Sus hermanos reconocieron que el pasado de Andy con el alcohol y las drogas probablemente hizo a su corazón más susceptible a la infección. Justo antes de la muerte de Andy, se había decidido que se uniera a la banda, llegando a ser un grupo conformado por cuatro integrantes. El álbum siguiente de Bee Gees, One es lanzado en 1989, figurando la canción dedicada a Andy, "Wish You Were Here". El álbum además contiene el primer hit en entrar a la lista de los diez primeros de EUA (#7) "One". Después del lanzamiento del álbum, se embarcaron en su primer tour mundial en 10 años.
Seguido del álbum siguiente de 1991, High Civilization, que contenía el hit Top 5 de Reino Unido "Secret Love", los Bee Gees hicieron un tour europeo. Después del tour, Barry Gibb empezó a pelear contra un serio problema de espalda, que requirió cirugía. A principios de los años 1990, Barry no era el único Bee Gee que vivía con dolor. Maurice padeció de un serio problema de alcoholismo, con el cual peleó por muchos años, y finalmente ganó la batalla con la ayuda de Alcohólicos Anónimos, también había muerto su padre Hugh.
En 1993, lanzaron el álbum Size Isn't Everything, que tenía el hit Top Five de UK "For Whom the Bell Tolls". Cuatro años después, lanzaron el álbum Still Waters, que vendió más de cuatro millones de copias, debutando en el lugar #11 en los Estados Unidos, el primer sencillo de este álbum, "Alone", les dio otro Top Five en Reino Unido y un Top 30 en Norteamérica.

### One Night Only

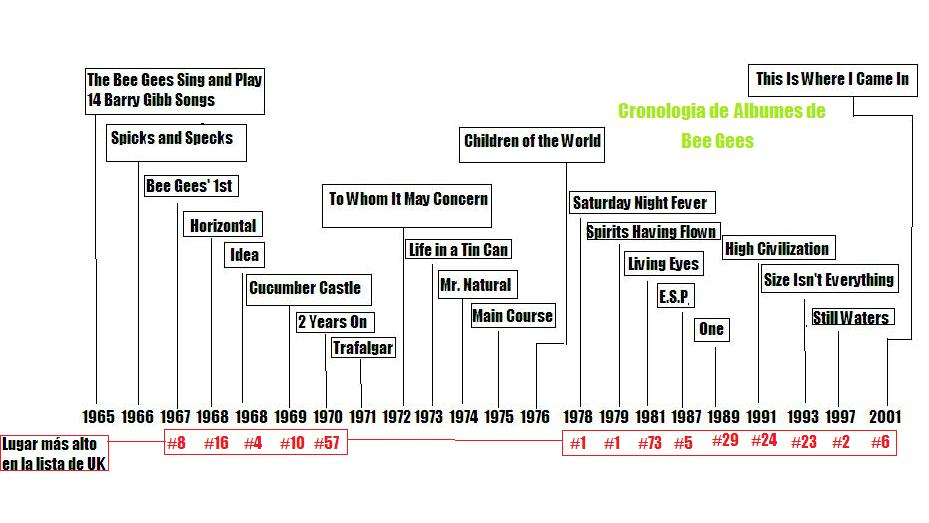
Bee Gees: discografía y mayores puestos en el Reino Unido.

A fines de 1997, los Bee Gees actuaron en un concierto en vivo en Las Vegas, Nevada, llamado One Night Only. El CD del concierto vendió cerca de 5 millones de copias. Esto los llevó a un tour mundial de conciertos de "One Night Only". El tour incluyó actuar para 56 000 personas en el Estadio Wembley de Londres, Inglaterra el 5 de septiembre de 1998 y concluyó en el Recién construido estadio "Telstra Stadium" en Sídney, Australia en marzo de 1999.
En 1998, la música hecha por los Bee Gees para Saturday Night Fever fue incorporada al musical del mismo nombre, producido primero en el West End y luego en Broadway. Escribieron tres nuevas canciones para la adaptación.
Los Bee Gees cerraron la década con lo que sería su último gran concierto, conocido como el BG2K el 31 de diciembre de 1999.

### El nuevo milenio y la muerte de Maurice
En 2001, lanzaron el que se convertiría en el último álbum de nuevo material como grupo. This Is Where I Came In. El álbum le dio la oportunidad a cada miembro de la banda para escribir en su propio estilo y además también compusieron temas entre los tres juntos. Por ejemplo, las composiciones de Maurice lideran los temas "Man in the Middle" y "Walking on Air", mientras que Robin contribuyó con "Déjà Vu", "Promise the Earth" y "Embrace", y Barry dio su parte en "Loose Talk Costs Lives", "Technicolour Dreams" y "Voice in the Wilderness". Las otras canciones son colaboraciones de los tres en voz y líricas. El último acto público de los Bee Gees juntos fue en el año 2001 en el show Live by Request, un especial mostrado en el canal A&E.
Maurice, quien había sido el director musical de los Bee Gees durante los últimos años como banda, murió repentinamente el 12 de enero de 2003, debido a una obstrucción intestinal. Inicialmente, los hermanos sobrevivientes anunciaron que intentarían seguir bajo el nombre de Bee Gees. Pero con el paso del tiempo decidieron retirar el nombre del grupo, dejándolo para representar a los tres hermanos juntos. La misma semana que Maurice murió, el álbum solista de Robin, Magnet fue lanzado.

### Después de haberse separado por la muerte de Maurice
A fines de 2004, Robin se embarcó en una gira como solista en Alemania, Rusia y Asia. Durante enero de 2005, Barry, Robin y varios artistas leyendas del rock grabaron el álbum "Grief Never Grows Old", la grabación oficial por motivo del tsunami, para el Disasters Emergency Committee. Después de un año, Barry se reunió con Barbra Streisand para su álbum de ventas top Guilty Pleasures, lanzado como Guilty Too en UK como la secuela del álbum Guilty. Robin continuó en giras por Europa.
En febrero de 2006 Barry y Robin se reunieron en el escenario en Miami para el concierto de caridad a beneficio del Diabetes Research Institute (Instituto de investigación de la diabetes). Fue la primera actuación pública de los dos hermanos juntos desde la muerte del hermano Maurice. Barry y Robin además actuaron en el 30.º concierto Prince's Trust en Reino Unido el 20 de mayo de 2006.

### 50 años de la banda
En noviembre de 2010 fue lanzada al mercado una obra especial de la banda; se trata del box set llamado «Mythology», que contiene 4 CD, cada uno dedicado a cada hermano, habiendo sido supervisado por Barry, Robin, la viuda de Maurice y la Hija de Andy Gibb, Peta. El set está además acompañado por fotos familiares, tributos de artistas como Elton John o Graham Nash, junto con grabaciones en solitario de Robin y Maurice. A fines de 2009 se lanzó además, el álbum doble «The Ultimate Bee Gees: The 50th Anniversary Collection», compuesta por 39 canciones en las que se incluye un medley de canciones hechas para otros artistas, como las conocidas «Islands in the Stream», «Heartbreaker», «Guilty», entre otras; también se incluye el tema principal de la película Grease, compuesta por Barry Gibb. La edición de lujo del álbum incluye un DVD con videoclips y grabaciones televisivas, muchas de ellas nunca antes mostradas.

### La reunión del grupo después de la muerte de Maurice
Después de la muerte de Maurice, los dos hermanos sobrevivientes decidieron reutilizar el nombre de la banda, aunque habían decidido no volver a tocar con ese nombre. Esta decisión fue dada a conocer el 7 de septiembre del 2009. Durante fines de ese año y 2010, Barry y Robin se presentan en diversos programas de televisión, como Dancing With The Stars y American Idol. En marzo del 2010 además, ambos inducen al afamado grupo sueco ABBA al Salón de la Fama del Rock & Roll.

### Muerte de Robin y el fin del grupo
El 14 de abril de 2012, el periódico 'The Sun' informó que Robin había ingresado en una clínica privada, se encontraba acompañado por su esposa Dwina, su hermano Barry y sus tres hijos, que temían que a Robin le quedaban "pocos días de vida".
Ese mismo día, el portal E-Online informó que Robin estaba en estado de coma en una clínica de Londres. Familiares del famoso intérprete de 62 años, a quien en 2011 le fue diagnosticado un cáncer de hígado, informaron que estaba internado en un hospital a causa de una neumonía, agregó el portal citando fuentes periodísticas. Finalmente, fallece el 20 de mayo de 2012 tras una larga batalla contra el cáncer, anunciaron sus familiares.
Con la muerte de Robin, el grupo termina su carrera musical definitivamente. Sin embargo, en septiembre y octubre de 2013, Barry Gibb (el único hermano sobreviviente) efectúa su primer tour en solitario por el Reino Unido, llamado "Mythology Tour: In Honour of his Brothers and a Lifetime of Music", en el cual interpreta los grandes éxitos del grupo.
El 27 de junio de 2016 Coldplay cerró el festival de Glastonbury con un número muy especial que se llevó la noche, este mismo grupo dio la sorpresa de hacer un dueto con Barry Gibb quienes para dicha ocasión cantaron 2 temas conocidos de los Bee Gees (To Love Somebody y Stayin Alive) mismo número que fue recibido con completo éxito.

## Miembros de la banda

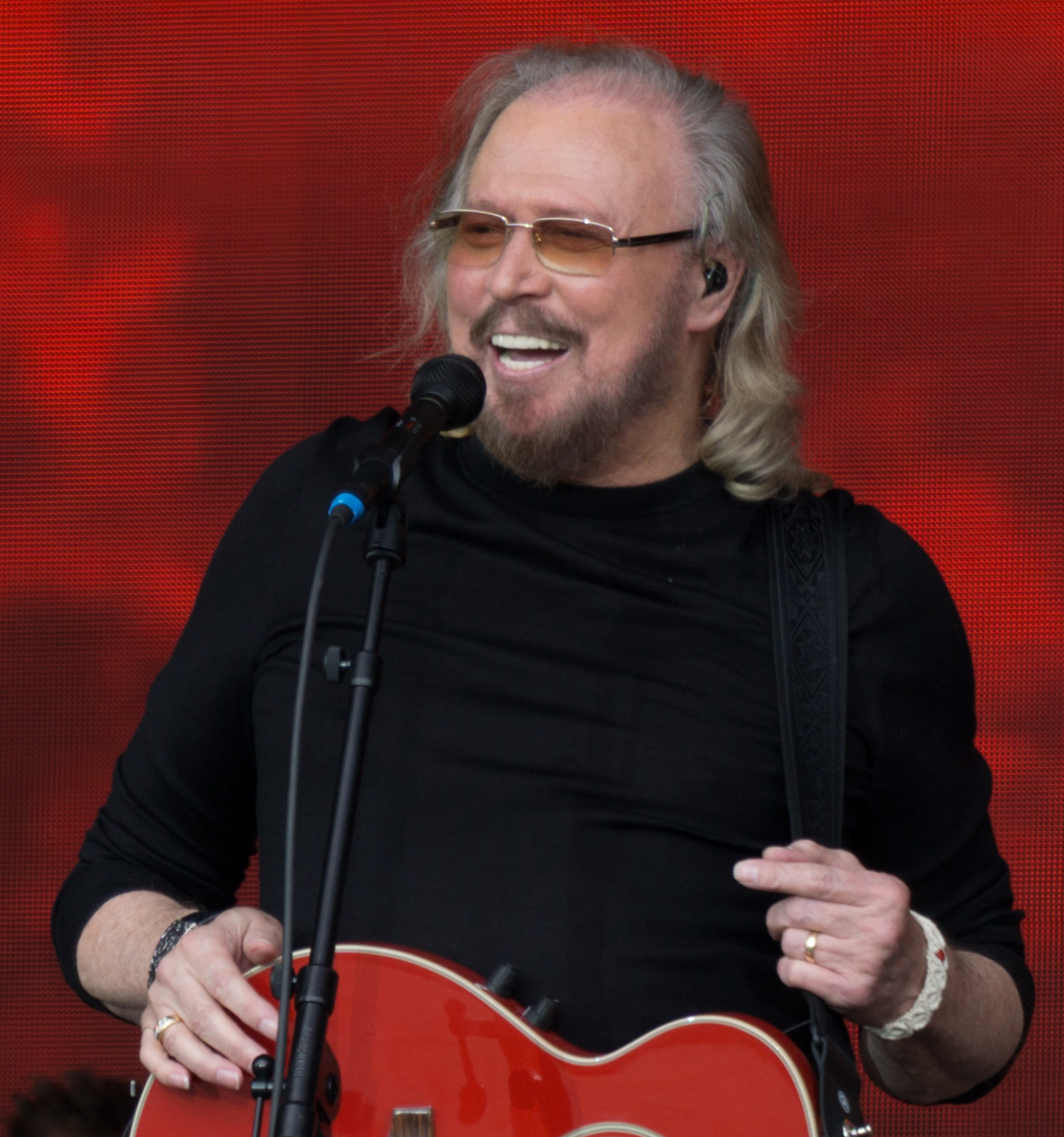
Barry Gibb Vivo
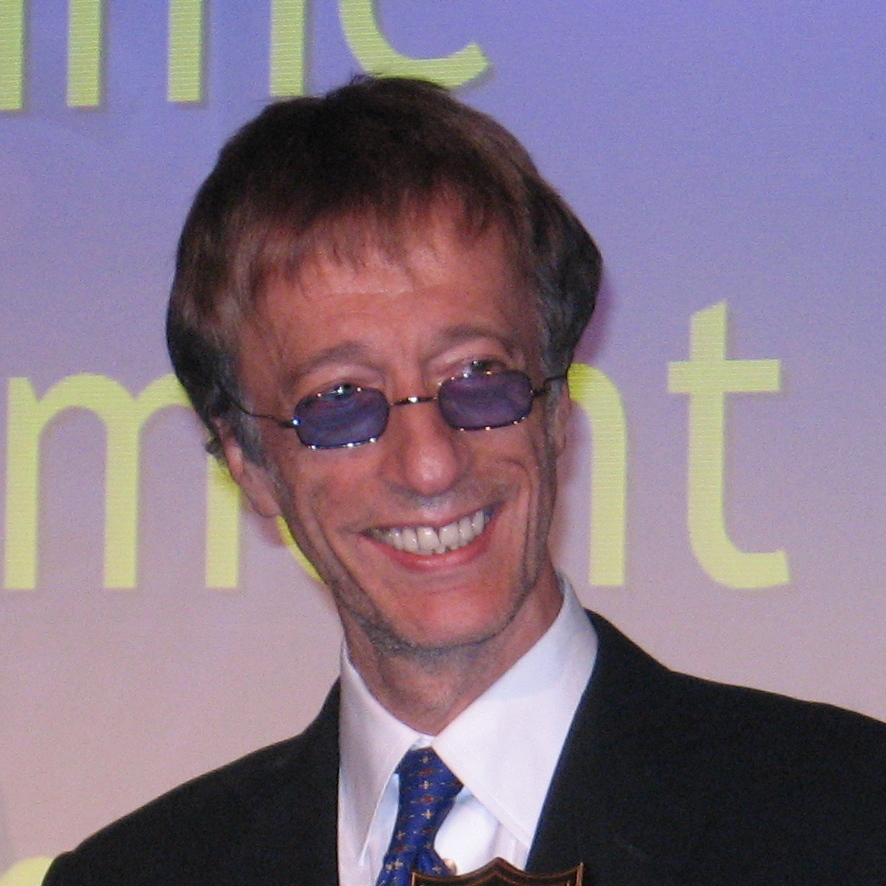
Robin Gibb Fallecido
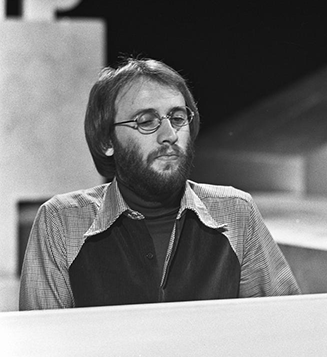
Maurice Gibb Fallecido

Miembros principales
- Barry Gibb – voz, guitarra rítmica (1958–2003, 2009–2012)
- Robin Gibb – voz, teclados ocasionales, melódica, armónica, guitarra rítmica (1958–1969, 1970–2003, 2009–2012; f. 2012)
- Maurice Gibb – voz, bajo, guitarra rítmica y líder, teclados, armónica, batería (1958–2003; f. 2003)
- Colin Petersen – batería (1967–1969)[31]
- Vince Melouney – guitarra líder, guitarra rítmica ocasional (1967–1968)[32]
- Geoff Bridgford – batería (1971–1972)[33]

Músicos de apoyo
- Alan Kendall – guitarra líder (1971–1981, 1989–2003)
- Dennis Bryon – batería (1973–1981)
- Blue Weaver – sintetizadores, teclados (1975–1981)
- Chris Karan – batería (1972)
- Geoff Westley – teclados, piano (1973–1976)
- Joe Lala – percusión (1976, 1979)
- Joey Murcia – guitarra rítmica (1976, 1979)
- Harold Cowart – bajo (1979)
- Tim Cansfield – guitarra líder (1989)
- Vic Martin – teclado, sintetizador (1989)
- Gary Moberly – teclado, sintetizador (1989)
- George Perry – bajo (1989–1993)
- Chester Thompson – batería (1989)
- Mike Murphy – batería (1989)
- Trevor Murrell – batería (1991–1992)
- Rudi Dobson – teclados (1991–1992)
- Scott F. Crago – batería
- Ben Stivers – teclado (1996–1999)
- Matt Bonelli – bajo (1993–2001)
- Steve Rucker – batería (1993–1999)

Músicos invitados (estudio y tour)
- Andy Gibb - coros
- Phil Collins – batería
- Lenny Castro – percusión
- Don Henley – batería (1989)
- Glenn Frey – guitarra
- Timothy B. Schmit – bajo
- Joe Walsh – guitarra líder
- Don Felder – guitarra líder (1981)
- Jeff Porcaro – batería
- Mike Porcaro – bajo
- Steve Porcaro – teclados
- Steve Lukather – guitarra
- David Hungate - bajo
- David Paich – teclados
- Greg Phillinganes – teclados
- Bobby Kimball – teclados
- Leland Sklar – bajo
- Reb Beach – guitarra líder
- Gregg Bissonette – batería
- Ricky Lawson – batería
- Scott F. Crago – batería
- Steve Gadd – batería
- Steve Ferrone – batería
- Steve Jordan – batería
- Nathan East – bajo
- Steuart Smith – guitarra líder
- Vinnie Colaiuta - batería

Línea de tiempo
Línea de tiempo de músicos de apoyo

## Éxito en composiciones
Los Bee Gees han sido increíblemente exitosos, vendiendo más de 200 millones de grabaciones y sencillos alrededor del mundo. "How Deep Is Your Love" es la canción más popular del grupo, con más de 400 versiones de otros artistas en existencia.
Sus canciones han sido interpretadas por cantantes de todos los tipos incluyendo a Elvis Presley, Janis Joplin, Al Green, Eric Clapton, Lulu, Elton John, Tom Jones, Engelbert Humperdinck y Nina Simone así como también el guitarrista John Frusciante (quien interpretó "How Deep Is Your Love" durante los conciertos de Red Hot Chili Peppers), y Feist cantando una versión llena de soul de "Love You Inside Out", Billy Corgan y Robert Smith haciendo la versión de "To Love Somebody", Ardijah cantando "Love So Right" y "Desire", Steps con Tragedy y Destiny's Child.
Las canciones escritas por los Gibb pero más conocidas a través de otras versiones por otros artistas incluyen los siguientes temas
- "Immortality" por Céline Dion
- "If I Can't Have You" por Yvonne Elliman
- "Love Me" por Yvonne Elliman
- "Chain Reaction" por Diana Ross
- "Spicks and Specks" por Status Quo
- "Emotions" por Samantha Sang
- "Come on Over" por Olivia Newton-John
- "Warm Ride" por Graham Bonnet
- "Guilty" y "Woman in Love" por Barbra Streisand
- "Heartbreaker" por Dionne Warwick
- "Islands in the Stream" por Kenny Rogers y Dolly Parton
- "Grease" por Frankie Valli
- "Only One Woman" por The Marbles
- "Love You Inside Out" por Feist
- "How deep is your love" Ronnie Aldrich, Take That y John Frusciante
- "Take the Short Way Home" por Dionne Warwick
- "Night Fever" por Carol Douglas y Kylie Minogue

Muchas versiones de éxitos de los Bee Gees han sido grabadas, y la música de la banda ha sido usada y remezclada por artistas del hip hop, rap y disc jockeys, como es el caso de N-Trance y su interpretación de Stayin' Alive de 1995.

## Premios y reconocimientos
- 1979 Paseo de la Fama de Hollywood (Hollywood Walk of Fame)
- 1994 Salón de la Fama de los Compositores (Songwriters Hall Of Fame)
- 1995 Salón de la Fama de Artistas de Florida (Florida's Artists Hall Of Fame)
- 1997 Salón de la Fama del Rock And Roll (Rock And Roll Hall Of Fame)
- 1997 Salón de la Fama ARIA (ARIA (Australian Recording Industry Association) Hall Of Fame)
- 2001 Salón de la Fama de los Grupos Vocales (Vocal Group Hall Of Fame)[35]
- 2004 Salón de la Fama de la Música Dance (Dance Music Hall Of Fame)

### Premios Grammy
- 1978 Mejor actuación vocal pop por un grupo - "How Deep Is Your Love"
- 1978 Mejor actuación vocal pop por un dúo o una banda - "Saturday Night Fever"
- 1978 Álbum del Año - "Saturday Night Fever"
- 1978 Productor del Año - "Saturday Night Fever"
- 1978 Mejor Arreglo de Voces - "Stayin' Alive"
- 1980 Mejor actuación pop por un dúo o una banda con voces - "Guilty"
- 2000 Premio Lifetime Achievement Award
- 2003 Premio Legend Award
- 2004 Premio del Salón de la Fama (Hall Of Fame Award) - "Saturday Night Fever"

### Premios mundiales
- 2003 Premio Legend Award
- 2007 El Álbum Más Vendido De Todos Los Tiempos "Saturday Night Fever"

### Premios Musicales Americanos
- 1979 Banda Favorita de Pop / Rock, Dúo o Grupo
- 1978 Álbum favorito de Soul / R&B - "Saturday Night Fever"
- 1980 Banda Favorita de Pop / Rock, Dúo o Grupo
- 1980 Álbum Favorito de Pop / Rock Pop - "Spirits Having Flown"
- 1997 Life achievement Award

### Premios británicos
- 1997 Excepcional Contribución a la Música

### Premios BMI (Broadcast Music Incorporated)
- 2007 BMI Icons (Icono BMI)

### Estampillas Conmemorativas
En octubre de 1999 la Oficina Postal de Isle of Man revelaron una serie de 6 estampillas en honor a los Bee Gees. El lanzamiento oficial tomó lugar en el London Palladium donde el musical de Saturday Night Fever fue mostrado. Un lanzamiento similar fue efectuado en Nueva York poco después y casi coincidiendo con lo que ocurría al otro lado del atlántico. Las canciones mostradas en las estampillas son «Massachusetts», «Words», «I've Gotta Get A Message To You», «Night Fever», «Stayin' Alive» e «Immortality».

## Discografía

### Lista de posiciones de los álbumes de estudio
| Título                                         | Lugar más alto en la Lista estadounidense | Año  | Lugar más alto en la lista de Reino Unido |
| ---------------------------------------------- | ----------------------------------------- | ---- | ----------------------------------------- |
| The Bee Gees Sing and Play 14 Barry Gibb Songs | -                                         | 1965 | -                                         |
| Spicks and Specks                              | -                                         | 1966 | -                                         |
| Bee Gees' 1st                                  | #7                                        | 1967 | #8                                        |
| Horizontal                                     | #12                                       | 1968 | #16                                       |
| Idea                                           | #1                                        | 1968 | #4                                        |
| Odessa                                         | #20                                       | 1969 | #10                                       |
| Cucumber Castle                                | #94                                       | 1970 | #57                                       |
| 2 Years On                                     | #32                                       | 1970 | -                                         |
| Trafalgar                                      | #34                                       | 1971 | -                                         |
| To Whom It May Concern                         | #35                                       | 1972 | -                                         |
| Life in a Tin Can                              | #68                                       | 1973 | -                                         |
| Mr. Natural                                    | #178                                      | 1974 | -                                         |
| Main Course                                    | #14                                       | 1975 | -                                         |
| Children of the World                          | #8                                        | 1976 | -                                         |
| Saturday Night Fever                           | #1                                        | 1977 | #1                                        |
| Spirits Having Flown                           | #1                                        | 1979 | #1                                        |
| Living Eyes                                    | #41                                       | 1981 | #73                                       |
| E.S.P.                                         | #96                                       | 1987 | #5                                        |
| One                                            | #68                                       | 1989 | #29                                       |
| High Civilization                              | -                                         | 1991 | #24                                       |
| Size Isn't Everything                          | #153                                      | 1993 | #23                                       |
| Still Waters                                   | #11                                       | 1997 | #2                                        |
| This Is Where I Came In                        | #16                                       | 2001 | #6                                        |

Bee Gees vendieron más de 349 millones de copias de sus álbumes y más de 71 millones de copias de los sencillos, lo que en total supera la suma de 400 millones de copias tras ser vendidas alrededor del mundo (exactamente 420.998.000 copias)

## Edición limitada
Ellan Vannin grabada en 1997, como la edición limitada de 1000 unidades del sencillo para la caridad de Isla de Man. La canción fue interpretada en el "Bee Gees World Tour" y en el show de televisión "An Evening With…" pero hasta la fecha no ha sido lanzado. El sencillo estuvo subsecuentemente disponible como parte de las estampillas de Bee Gees de 1999.

### Enlaces oficiales
- Página oficial de los Bee Gees Archivado el 7 de julio de 2011 en Wayback Machine. (en inglés)
- Página promocional del álbum Their Greatest Hits: The Record Archivado el 24 de noviembre de 2005 en Wayback Machine.
- Página oficial de Barry Gibb
- Página oficial de Robin Gibb

### Otros enlaces
- Bee Gees Info (Debbie, Santiago & Juanjo Bee Gees Site) (en inglés y español)

- Datos: Q133405
- Multimedia: Bee Gees / Q133405